# جان ميشيل ريبس
جان ميشيل ريبس (بالفرنسية: Jean-Michel Ribes) (و. 1946  م) هو مخرج أفلام، وكاتب سيناريو، وكاتب مسرحي فرنسي، ولد في باريس.

## جوائز
حصل على جوائز منها:
- وسام جوقة الشرف من رتبة فارس
- نيشان جوقة الشرف من رتبة ضابط

## وصلات خارجية
- جان ميشيل ريبس على موقع IMDb (الإنجليزية)
- جان ميشيل ريبس على موقع ألو سيني (الفرنسية)
- جان ميشيل ريبس على موقع أول موفي (الإنجليزية)
- جان ميشيل ريبس على موقع قاعدة بيانات الأفلام السويدية (السويدية)
- جان ميشيل ريبس على موقع ديسكوغز (الإنجليزية)
- جان ميشيل ريبس على موقع قاعدة بيانات الفيلم (الإنجليزية)
- جان ميشيل ريبس على موقع كينوبويسك (الروسية)